# Roger de Llúria
Roger de Llúria, de nom de naixement Ruggiero di Lauria (també conegut per Roger de Lloria, Lòria, Llòria o Luria; Lauria o Scalea, Regne de Sicília, 17 de gener de 1250 - València, 19 de gener de 1305), fou un militar d'origen lucanès educat a la cort dels reis d'Aragó a Barcelona, on va arribar formant part del seguici de la reina Constança de Sicília, muller de Pere III d'Aragó el Gran. Fou el més famós i victoriós almirall de l'Armada Reial durant la guerra naval de Sicília ocorreguda com a conseqüència de les Vespres Sicilianes. Està enterrat als peus del sepulcre d'aquest sobirà al Reial Monestir de Santa Maria de Santes Creus.

## Família

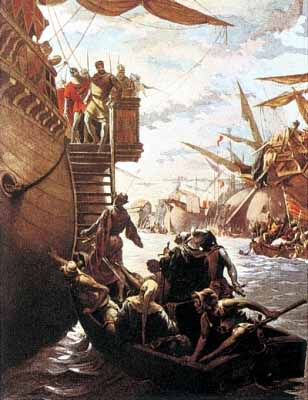
Batalla del golf de Nàpols, de Ramon Tusquets i Maignon, 1885.
Roger de Llúria: Cap peix gosarà alçar-se sobre el mar, si no porta un escut o un senyal del rei d'Aragó en la cua.

Els orígens familiars de Roger de Llúria tenen ascendència normanda. El seu pare fou el cavaller lucanès Ricardo di Lauria, senyor de Lloria i gran privat de Manfred I de Sicília, i la seva mare fou Isabella d'Amichi, coneguda per Bella d'Amichi, dama de companyia de la reina Constança de Sicília.
Es va casar dos cops, primer amb Margherita Lancia i després amb Saurina d'Entença:
- 1273 ∞ Margherita Lancia, germana de Corrado Lancia, dit Conrad Llança. Fills:
  - 1. Beatriu de Lloria i Lancia, casada amb Jaume II de Xèrica i mare d'Alfons, que adoptà el nom d'Alfons Roger de Lloria
  - 2. Jofredina de Lloria i Lancia (m. 1331), casada amb Ot I de Montcada i de Pinós, 4t baró d'Aitona
  - 3. Rogeró de Lloria i Lancia, senyor de Tortora i Aieta; mort prematurament als 22 anys
  - 4. Hilària de Lloria i Lancia (c. 1285 - c. 1343), senyora de Lloria, Maratea, Ravello, Nicotera i Scalea; muller d'Enrico Sanseverino i mare de Ruggero Sanseverino i Lauria
- 1285 ∞ Saurina d'Entença i de Montcada, germana de Berenguer d'Entença i de Montcada (aquell qui es va unir a la Companyia Catalana d'Orient de Roger de Flor). Fills: 
  - 5. Joan de Lloria i d'Entença, magistrat
  - 6. Carles de Lloria i d'Entença (c. 1292 - 1310), senyor de Lloria del 1308 al 1310
  - 7. Margarida de Lloria i d'Entença (c. 1294 - c. 1343), casada amb Bernat de Vilaragut i Sarrià.
  - 8. Nicolau de Lloria i d'Entença, senyor de Taormina
  - 9. Constança de Lloria i d'Entença, senyor de Taormina
  - 10. Roger Berenguer de Lloria i d'Entença (? - c. 1328), senyor de Lloria, Lagonegro, Ravello, Maratea, Castelluccio, Rotonda, Papasidero e Laveno el 1305; senyor de Scalea i Mileto el 1310
  - 11. Robert de Lloria i d'Entença (mort abans que el pare)

El germà de Roger de Llúria fou Joan de Lloria i d'Amichi, que fou pare del també anomenat Roger de Llúria (1321?-1370), mariscal almogàver i vicari general dels ducats d'Atenes i Neopàtria.

## Biografia
Es coneixen pocs detalls de la vida de Roger de Llúria abans que fos nomenat almirall de la flota reial de la Corona d'Aragó per Pere III d'Aragó «el Gran». Va créixer a Lauria, una baronia del Regne de Sicília. La seva mare, Bella d'Amichi, era la dama de companyia de la reina Constança de Sicília, qui esdevindria la muller del llavors infant Pere el 1262. De resultes de la unió, mare i fill arribaren a la cort catalana.
Segons les cròniques de Desclot i Muntaner, Roger de Llúria fou nomenat almirall de l'Armada Reial el 20 d'abril de 1283 després que Pere III destituís l'anterior almirall, el seu fill bord Jaume Pere, perquè aquest desobeí les seves ordres en la incursió a Calàbria. Lluità al servei de cinc reis diferents: Jaume el Conqueridor (Jaume I), Pere el Gran (Pere III), Alfons el Franc (Alfons III), Jaume el Just (Jaume II) i el rei sicilià Frederic II (III d'Aragó).

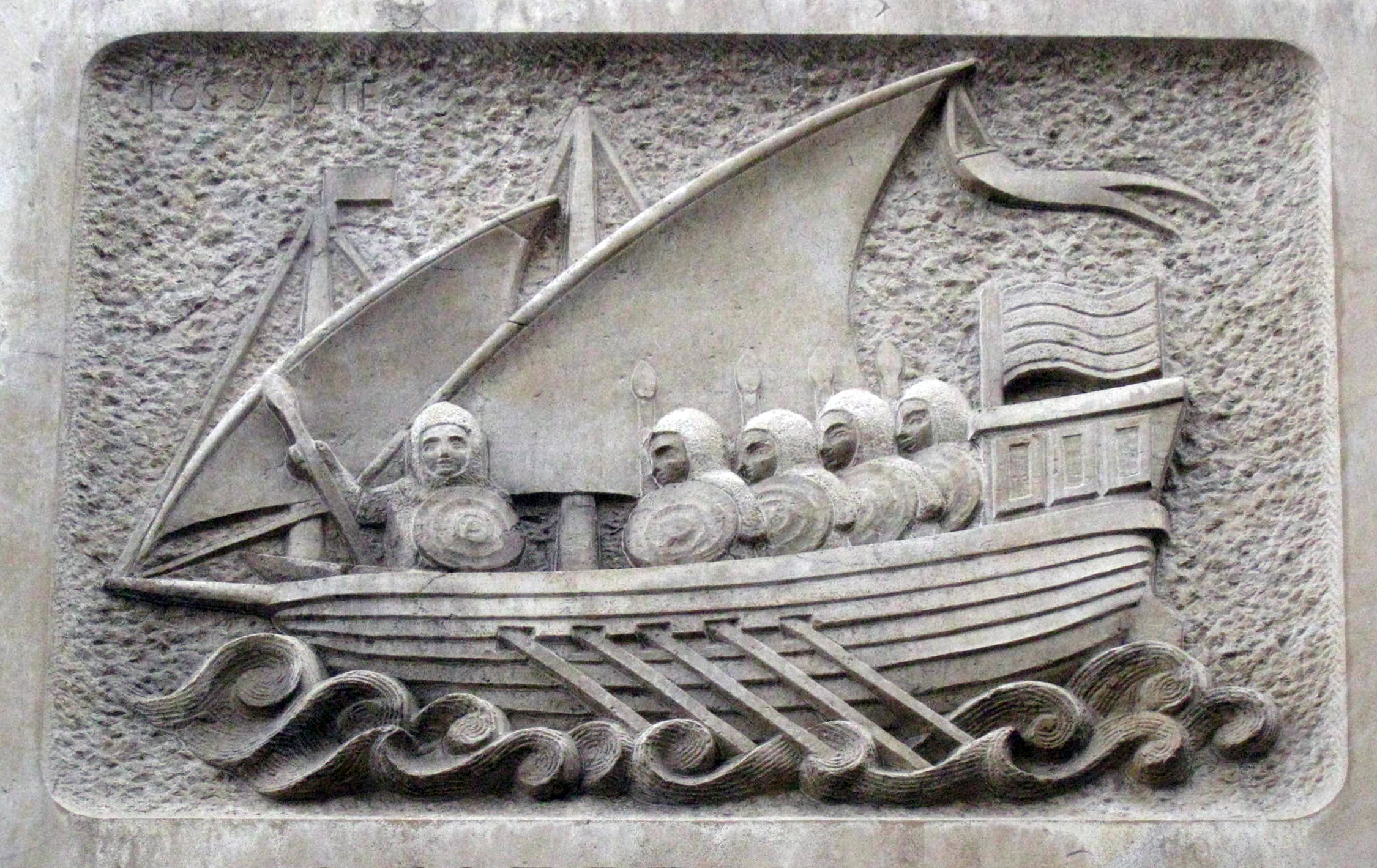
Roger de Lloria, de Joaquim Ros i Sabaté, al carrer homònim que té dedicat a Barcelona

Se li va concedir el comtat de Cocentaina (esdevenint així el primer comte de Cocentaina) com a premi per la seva trajectòria militar, i va obtenir la senyoria sobre l'illa de Gerba arran de l'expedició a Tunis de 1282.

### Inicis
Acompanyà l'infant Pere, sota el regnat de Jaume I, a Toledo i a Madrid (1269). Jaume I li donà a ell i la seva mare la vall de Seta, prop de Cocentaina (1270). Es casà amb Margarida Lancia i el fou designat cavaller (1273). Jaume I també el nomenà alcaid de Cocentaina, i li encarregà el repoblament del lloc (1276). Pere III, ja rei, el designà procurador general de València (1278).

### Expedició a Tunis
Va acompanyar el rei en l'expedició a Tunis el 1282.

### Guerra de Sicília
El 8 de juny de 1283 va enfrontar-se a l'armada angevina dels almiralls provençals Cornut i Bonví en el combat de Malta, evitant el desembarcament angeví a Sicília. El 5 de juny de 1284 va tenir lloc la batalla del golf de Nàpols, en la que el seu estol fou atacat prop de Nàpols per l'angeví sota el comandament de Carles II d'Anjou el Coix i, després d'un primer contacte, Roger va fingir retirar-se cap a Castellammare però es va aturar en sec i va iniciar el combat enmig de les aigües del golf de Nàpols per destruir a la flota angevina. Pronuncià aquesta cèlebre frase: «Que a partir d'ara no hi haurà peix que s'atreveixi a treure la cua si no porta lligada la senyera amb les quatre barres del nostre senyor rei d'Aragó».
| «                                       | Ne sol hom pens que galera ne altre vexell gos anar sobre mar, menys de guiatge del rey d'Arago; ne encara no solament galera, ne leny, mas no creu que nengun peix se gos alçar sobre mar, si o porta hun escut o senyal del rey d'Arago en la coha, per mostrar guiatge de aquell noble senyor, lo rey d'Arago e de Cecilia. | » |
| — Crònica de Bernat Desclot; cap. CLXVI | |   |

### Croada contra la Corona d'Aragó
Cridat estant a Sicília per defensar Catalunya, va obtenir una victòria essencial sobre l'estol francès de Felip III l'Ardit, a la batalla naval de les Formigues, els dies 3 i 4 de setembre de 1285 durant la croada contra la Corona d'Aragó. Es tracta de la seva victòria més recordada.
Unes setmanes més tard va atacar el Llenguadoc amb dos mil almogàvers, atacant Serinhan, Valras i Agde tornant a Barcelona amb un impressionant botí.

## Sepultura
Tal com manifestà en la seva darrera voluntat fou enterrat al Reial Monestir de Santa Maria de Santes Creus i la seva tomba està coberta per una senzilla llosa funerària situada als peus del sepulcre del seu senyor i amic personal, el rei Pere el Gran. El text de la llosa funerària resa el següent: 
| « | ASI:IAU:LO:NOBLE:EN:R / DE:LURIA:ALMIRALL:GENE / RAL:DLS:REGNES:DARAGO / ED:CICILIA:P:LO:SENOR:REI / DARAGO:E:PASSA:DESTA / VIDA:EN:LAYN:DE:LA:EN / CARNACIO:DE:NOSTRE:SE / NOR:IHU:CRIST:MIL:T:CCC / T:IIII:XUI:KALENDES / DE:FEBRER. | » |

## Monuments
La ciutat de Tarragona homenatjà Roger de Llúria amb un immens monument a l'inici de la Rambla Nova, tocant al Balcó del Mediterrani. També es pot trobar una estàtua en el seu honor al passeig de Lluís Companys de Barcelona; a la mateixa ciutat, un edifici del campus de la Ciutadella de la Universitat Pompeu Fabra duu el seu nom.

## Noms en honor seu

### Nomenclàtor viari
Roger de Lloria és un nom molt freqüent al nomenclàtor viari de Catalunya. Es troben carrers amb aquesta denominació a Barcelona, el Masnou, Mataró, Molins de Rei, Premià de Mar, Tarragona, el Vendrell, Roda de Berà, Móra d'Ebre, Vespella de Gaià, Vilanova i la Geltrú, Lleida, Juneda, les Borges Blanques, Arbeca, Tàrrega, Platja d'Aro, l'Escala, Vilablareix, Llançà, Cadaqués, Vallirana, la Sénia, les Cases d'Alcanar, Santa Bàrbara, Cambrils, Reus, Salou, Terrassa, Santa Coloma de Gramenet, Sant Pere de Ribes, Sant Vicenç de Castellet, Mollet del Vallès, Badalona i Granollers. A Esparreguera hi ha l'avinguda Roger de Llúria.
Fora de Catalunya es pot passejar pel carrer Roger de Lauria (tal com es coneix tradicionalment en castellà) a Benaguasil, Saragossa, Madrid i Sevilla. A la ciutat de València es troba amb la forma Roger de Llòria. A Torrent, Muro d'Alcoi, Castelló de la Plana i Alginet hi ha carrer Roger Llúria. A Daimús existeix l'avinguda Roger de Llúria i el carrer Roger de Lauria, i a Xàtiva consta com a carrer Roger de Lloria. També hi ha una avinguda de nom Ruggero di Laurìa a Catània, Sicília.

### Vaixells
El cuirassat de la Regia Marina (marina reial) italiana Ruggiero di Lauria, completat el 1881 i retirat el 1909, fou anomenat en honor seu.
El destructor espanyol Roger de Lauria fou un vaixell de classe Oquendo de la marina espanyola botat el 1967 i retirat el 1982. La marina també valorà anomenar un F-102, destructor aeri de classe Alvaro de Bazán, com a Roger de Lauria, però finalment fou anomenat Almirante Juan de Borbón. Una de les unitats de paracaigudes principals de la força aèria espanyola s'anomena en honor seu.